# Engracia Del Río de la Vega
Engracia del Río De la Vega (Aspariegos 1909 - Zamora  1936)  una maestra zamorana que ejerció su labor docente en Fermoselle (Zamora) durante Segunda República española, fue detenida, encarcelada y fusilada durante el Golpe de Estado en España de 1936 del General Franco. 

## Biografía
Engracia del Río nació en un pequeño pueblo de la provincia de Zamora, hija de Patricio del Río y de Encarnación de la Vega, fue la mayor de cuatro hermanos, estudió Magisterio en la Escuela Normal de Zamora, y en 1932 accedió por oposición al grado profesional de Maestra Nacional.

## Trayectoria

### Maestra
Ejerció como maestra en el municipio zamorano de Fermoselle (Zamora) desde 1934 hasta su asesinato en 1936. Defendía un proyecto pedagógico basado en una escuela popular y laica, inspirada en la Institución Libre de Enseñanza.
Trabajaba contra el analfabetismo, especialmente en el mundo rural donde era muy alto, daba clases nocturnas para  combatir el absentismo escolar de los niños y niñas que tenían que ayudar en casa y no podían asistir a la escuela
La historiadora Dolores Armenteros, natural de Fermoselle, que ha investigado su vida, la describe como "una muchacha despierta, alegre, aplicada y que nunca perdió de vista su objetivo de ser maestra", e indica que "se preocupaba de quitarle a los niños el hambre y los piojos".
Engracia del Río era la maestra más conocida de la época en Fermoselle y con mayor relevancia en Zamora, motivo por el que fue una de las primeras mujeres detenidas, encarceladas y asesinadas de la provincia.
Su modernidad y cosmopolitismo queda reflejado en el libro de Luis Cortés Vázquez, Donde Sayago termina: Fermoselle.

### Sindicalista
Estuvo afiliada sindicalmente en la Federación Española de Trabajadores de la Enseñanza de la UGT de Zamora de (FETE, UGT)   
Fue una joven con inquietudes políticas, militaba en la Asociación Profesional de Estudiantes Zamoranos (APEZ-FUE), a cuya Sección de Magisterio representó como vocal en la fundación del Radio Comunista de Zamora en noviembre de 1933, también trabajó para crear en la provincia de Zamora la Federación de Trabajadores de la Enseñanza (FETE-UGT), junto a otros compañeros de la enseñanza, que habían trabajado juntos en la creación de la Universidad Popular como Gabriel Fernández Llamero, Luis Díez o Amado Hernández, y Valentín Ferrero, Antonio Fernández o Ricardo Reguilón.

### Universidad popular de Zamora
En mayo de 1933 participó como vicepresidenta y coordinadora en la Universidad Popular de Zamora con el objetivo de extender la educación a la clase trabajadora, estas universidades se empezaban a extender por muchos países y tuvieron su origen en 1918 en Argentina, en este país Engracia de Río realizó una estancia.
Engracia del Río formó parte de los círculos republicanos de la época, junto a Pedro Sanz, Matías Bueno, Manuel López Riesco y José Salgado; miembros del PCE, militantes a su vez en Federación Universitaria Escolar (FUE), José Ferrero o Amado Hernández y profesionales del sector de la medicina, como Felipe Anciones, José Crespo Garrote o José Temprano.

### Esperanto
Engracia del Río poseía una gran formación cultural, perteneció al grupo de intelectuales zamoranos esperantistas quienes practicaban y promovían el uso del idioma esperanto, entre los que se encontraban, Amado Hernández Pascual, Antonio Pertejo Seseña,  o Esperanto Luis Martín (quién cambió su nombre por el de Esperanto), organizaban conferencias divulgativas y cursos para su enseñanza en Zamora capital y pueblos de la provincia.

## Asesinato y depuración
El 26 de agosto de 1936 el Gobernador civil la cesó junto a otros 127 maestros.
El 27 de septiembre de 1936 se considera que murió la escuela republicana en Zamora, más de 900 maestros y maestras fueron sometidos al proceso de depuración en la provincia, 139 fueron sancionados y más de 40, asesinados. Zamora tampoco se libró de la depuración franquista del magisterio español.
Las maestras represaliadas representaban el modelo de mujer moderna, autónoma y comprometida, que participaba activamente en asociaciones, partidos políticos y sindicatos, el modelo que condenaba y combatía el régimen franquista. Engracia era el prototipo de esta clase de mujer independiente y cosmopolita.
Al triunfar el Golpe de Estado fue detenida y encarcelada en la cárcel provincial de Zamora, donde «sufrió toda clase de abusos y vejaciones», siendo asesinada el 27 de septiembre de 1936 en una «saca» de la cárcel (junto a la compañera de celda Graciliana Calvo Toledo de 26 años y embarazada).  Con ellas se iniciaron las temidas  sacas de mujeres de la prisión provincial, dos días después, fueron asesinadas María Salgado y Carmen Iglesias y continuarían muchas más.
Engracia del Río de la Vega ya muerta, fue sometida a procedimientos de Incautación de Bienes y de Responsabilidades Políticas y a un expediente de depuración.
La Comisión depuradora le impuso los cargos de actuación profesional reprobable, conducta social mala y peligrosa cercana al proselitismo comunista, una conducta muy censurable, afiliada al PCE y al sindicato FETE-UGT. Por todo ello, el 12 de junio de 1937 se decidió destituirla definitivamente para todo efecto, aunque ya había sido asesinada el año anterior.
Los informes en su contra estaban firmados por el párroco, el comandante de la Guardia Civil y vecinos de derechas de Fermoselle.
Fue enterrada en el cuartel de San Clemente del cementerio de Zamora, junto a las compañeras Graciliana Calvo (26 años), María Salgado (23 años) y Carmen Iglesias(17 años), posteriormente los restos pasaron al osario del cementerio de Zamora, donde cada año se le hace una ofrenda floral el 14 de abril (fecha de la proclamación de la Segunda República española).